# BCL2L10
BCL2L10 (англ. BCL2 like 10) – білок, який кодується однойменним геном, розташованим у людей на короткому плечі 15-ї хромосоми. Довжина поліпептидного ланцюга білка становить 194 амінокислот, а молекулярна маса — 21 973.
| 10         |  | 20         |  | 30         |  | 40         |  | 50         |
| ---------- |  | ---------- |  | ---------- |  | ---------- |  | ---------- |
| MADPLRERTE |  | LLLADYLGYC |  | AREPGTPEPA |  | PSTPEAAVLR |  | SAAARLRQIH |
| RSFFSAYLGY |  | PGNRFELVAL |  | MADSVLSDSP |  | GPTWGRVVTL |  | VTFAGTLLER |
| GPLVTARWKK |  | WGFQPRLKEQ |  | EGDVARDCQR |  | LVALLSSRLM |  | GQHRAWLQAQ |
| GGWDGFCHFF |  | RTPFPLAFWR |  | KQLVQAFLSC |  | LLTTAFIYLW |  | TRLL       |

A: Аланін

C: Цистеїн

D: Аспарагінова кислота

E: Глутамінова кислота

F: Фенілаланін

G: Гліцин

H: Гістидин

I: Ізолейцин

K: Лізин

L: Лейцин

M: Метіонін

N: Аспарагін

P: Пролін

Q: Глутамін

R: Аргінін

S: Серин

T: Треонін

V: Валін

W: Триптофан

Задіяний у такому біологічному процесі, як апоптоз. 
Локалізований у ядрі, мембрані, мітохондрії.